# Heimito von Doderer
Franz Carl Heimito, Ritter von Doderer (Weidlingau, 1896. szeptember 5. – Bécs, 1966. december 23.), Heimito von Doderer néven ismert osztrák író.

## Családja
Heimito von Doderer Weidlingauban született, amely 1938 óta Bécs 14. kerületéhez tartozik, egy erdészházban, ahol a családja lakott, amíg apja, Wilhelm Carl (Gustav) Ritter von Doderer (1854, Klosterbruck, Znaim – 1932, Bécs) építész és mérnök a Wien folyó szabályozásán dolgozott. A házikó nem maradt meg; ma egy emlékmű jelzi a helyszínt. Wilhelm Carl Doderer dolgozott a Tauern vasút, a Kieli-csatorna és a bécsi városi vasút tömegközlekedési hálózatának építésén is. Testvére, Richard (1876–1955) és apja, Carl Wilhelm (Christian) von Doderer (1825, Heilbronn – 1900, Bécs) szintén neves építészek és iparosok voltak. Carl Wilhelm felesége, Maria von Greisinger (1835–1914) édesanyján keresztül rokonságban állt Nikolaus Lenau osztrák költővel.
Doderer édesanyja, Wilhelm Carl felesége, Louise Wilhelmine "Willy" von Hügel (1862–1946), a neves német építőipari vállalkozó, Heinrich von Hügel (1828–1899) lánya volt, aki későbbi férjével több vasúti projekten dolgozott. Nővére, Charlotte férjhez ment Max Freiherr von Ferstelhez (1859, Bécs – 1936, Bécs), Heinrich von Ferstelnek, a bécsi fogadalmi templom építészének fiához. Max von Ferstel tervezte a Doderer családi ház terveit a bécsi Landstraße kerületben.
A Doderer család egészen az első világháborúig az Osztrák–Magyar monarchia leggazdagabb ipari dinasztiái közé tartozott. Heimito volt a legfiatalabb a hat gyermek közül. Szokatlan keresztneve a Jaimito spanyol név német fonetikus írásmódja volt, amely a Jaime (James) kicsinyítő szava. Mivel Louise Wilhelmine protestáns volt, az ő gyermekeit is protestánsnak keresztelték meg, bár főleg katolikus környezetben nőttek fel.

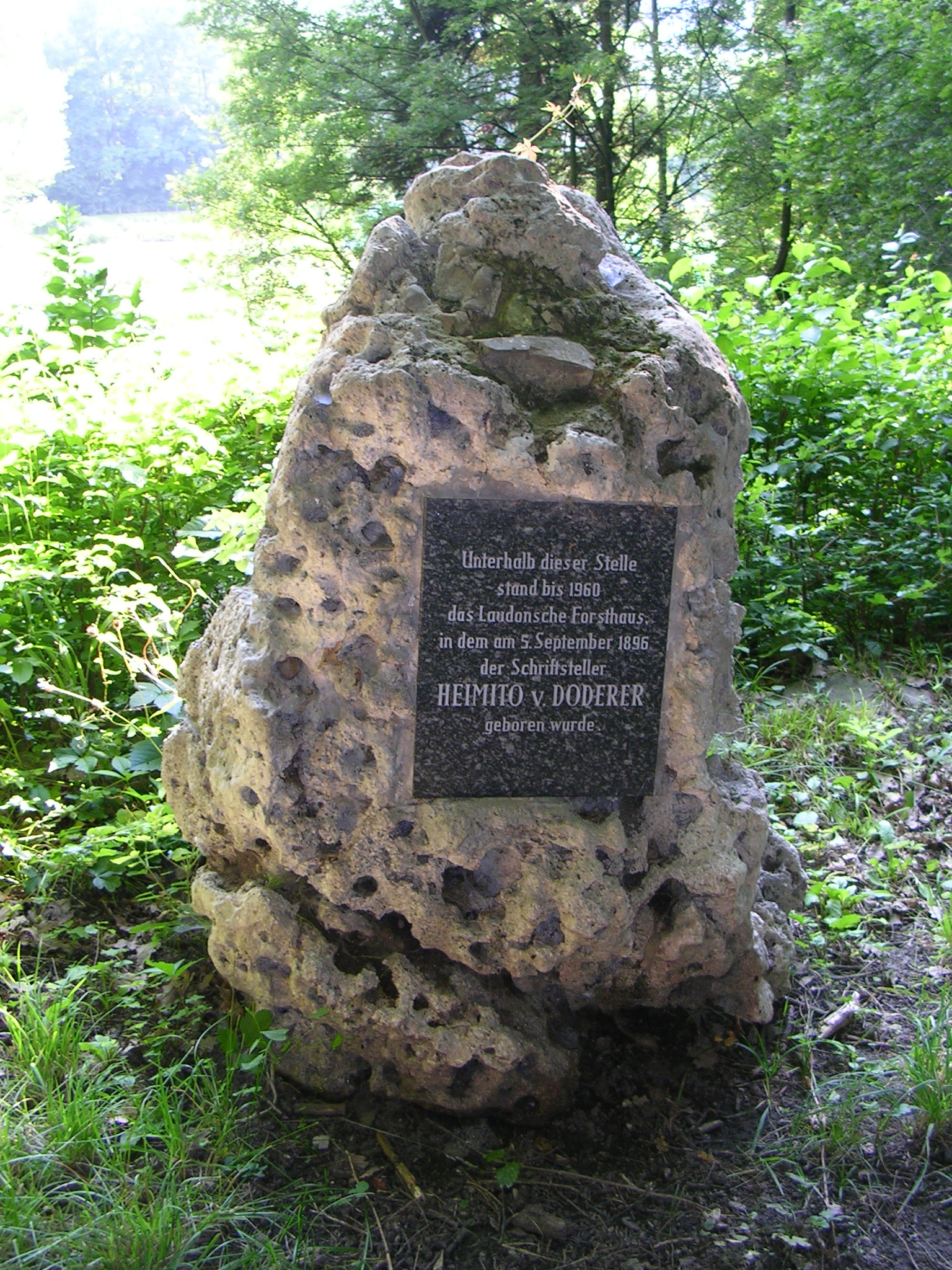
Emlékmű Doderer szülőhelyén

## Élete és munkái
Heimito von Doderer élete nagy részét Bécsben töltötte, ahol a gimnáziumba (középiskolába) járt közepes sikerrel. A nyarakat családja menedékhelyén töltötte Reichenau an der Raxban. A serdülő homoerotikus romantikus viszonyba keveredett otthoni oktatójával, és gyakori bordélylátogatóként szerzett biszexuális és szado-mazo tapasztalatokat. 1914-ben kis híján letette érettségi vizsgáit, és beiratkozott a Bécsi Egyetem jogi szakára; 1915 áprilisában azonban csatlakozott az Osztrák-Magyar Hadsereg 3. dragonyosezredéhez, és a keleti fronton Galíciában és Bukovinában szolgált lovas gyalogságban. 1916. július 12-én (a Bruszilov-offenzíva idején) az orosz birodalmi hadsereg hadifogságba esett Tlumacs környékén.
Távol az otthonától, egy orosz távol-keleti hadifogolytáborban, a Habarovszk melletti Krasznaja Recskában, úgy döntött, hogy író lesz, és írni kezdett. A breszt-litovszki békeszerződés után a bolsevik kormány szabadon engedte, de az orosz polgárháború során vissza kellett térnie Ausztriába. A Szamarában rekedt Doderer és társai ismét kelet felé fordultak, és a Vöröskereszt Krasznojarszk melletti táborában találtak menedéket, amelyet Elsa Brändström gondozott. Sok férfi halt meg tífuszban. Doderer Szibériában maradt, amíg végül 1920-ban visszatért Ausztriába; augusztus 14-én végül Bécsbe ért.
Első publikált műve, a Gassen und Landschaft ("Utcák és vidék") című verseskötete 1923-ban jelent meg, majd 1924-ben a Die Bresche ("Az áttörés") című regénye, mindkettő kevés sikerrel. 1930-ban jelent meg egy második regény, a Das Geheimnis des Reichs ("A birodalom titka"). Ugyanebben az évben feleségül vette Gusti Hasterlikot, de két évvel később különváltak, majd 1938-ban elváltak.
1933-ban Doderer csatlakozott a náci párt (NSDAP) osztrák szekciójához, és számos cikket publikált a Deutschösterreichische Tages-Zeitungban ("német-osztrák napilap"), amely a párthoz szorosan kötődik, és a rasszizmust és Ausztria beépülését hirdette a náci Németországba. 1936-ban a németországi Dachauba költözött, ahol megismerkedett Emma Maria Thomaval, aki 1952-ben a második felesége lett. Németországban megújította NSDAP tagságát (az Osztrák Náci Pártot 1933 óta betiltották). 1938-ban tért vissza Bécsbe, ahol Albert Paris Gütersloh híres festővel lakott egy lakásban. Ebben az évben jelent meg Ein Mord, den jeder begeht (Minden ember gyilkos) című regénye. 1940-ben tért át a katolicizmusra Aquinói Tamás olvasata és a náciktól való, néhány éve erősödő elidegenedése következtében. Szintén 1940-ben Doderert behívták a Wehrmachtba, majd a németek által megszállt Franciaországba küldték, ahol elkezdett dolgozni leghíresebb regényén, a Die Strudlhofstiege-n (a név az úgynevezett Strudlhofstiege-re, egy bécsi kültéri lépcsőre utal). Rossz egészségi állapota miatt 1943-ban visszatérhetett Franciaországból, és Bécs környékén szolgált, mielőtt a háború végén Oslóba küldték volna.
Miután 1946 elején visszatért Ausztriába, 1947-ig eltiltották a publikálástól. Folytatta a Die Strudlhofstiege munkáját, de bár 1948-ban befejezte, a még mindig listázott szerző nem tudta azonnal megjelentetni. Amikor azonban 1951-ben végre megjelent, óriási sikert aratott, és biztosított volt Doderer helye a háború utáni osztrák irodalmi életben. Doderer ezt követően visszatért egy korábbi befejezetlen projekthez, a Die Dämonenhez („A démonok”), amely 1956-ban jelent meg nagy sikerrel. 1958-ban kezdett dolgozni egy négykötetes regényen, Roman Nr. 7 címen ("7. regény"), amelyet Beethoven hetedik szimfóniájának megfelelőjeként írt. Az első kötet Die Wasserfälle von Slunj 1963-ban jelent meg; a második kötet, a Der Grenzwald volt az utolsó munkája, és 1967-ben jelent meg hiányosan és posztumusz. Doderer 1966. december 23-án Bécsben halt meg bélrákban.

## Bibliográfia

### Regények
- Die Bresche (1924)
- Das Geheimnis des Reichs (1930)
- Ein Mord, den jeder begeht (1938)
- Ein Umweg (1940)
- Die erleuchteten Fenster oder die Menschwerdung des Amtsrates Julius Zihal (1951)
- Die Strudlhofstiege oder Melzer und die Tiefe der Jahre (1951)
- Die Dämonen. Nach der Chronik des Sektionsrates Geyrenhoff (1956)
- Die Merowinger oder die totale Familie (1962)
- Roman Nr.7/I. Die Wasserfälle von Slunj (1962)
- Roman No. 7/II. Der Grenzwald (1967, posztumusz)

### Kisregények és novellák
- Das letzte Abenteuer (1953)
- Die Posaunen von Jericho (1958)
- Die Peinigung der Lederbeutelchen (novellák) (1959)
- Unter schwarzen Sternen (novellák) (1966)
- Meine neunzehn Lebensläufe und neun andere Geschichten (novellák) (1966)
- Frühe Prosa: Die Bresche; Jutta Bamberger; Das Geheimnis des Reichs (1968, posztumusz)
- Die Erzählungen (novellagyűjtemény) (1972, posztumusz)
- The Writing of Heimito von Doderer: Including First English Translations of The Strudlhof Steps, The Trumpets of Jericho, Under Black Stars (1974). Translations by Vincent Kling in Chicago Review, vol. 26, no. 2[11]
- A Person Made of Porcelain and Other Stories (2005)
- Seraphica; Montefal (két korai elbeszélés) (2009, posztumusz)

### Költészet
- Gassen und Landschaft (1923)
- Ein Weg im Dunkeln (1957)

### Esszék, naplók és levelek
- Der Fall Gütersloh (monográfia Gütersloh(wd) festőről[9]) (1930)
- Grundlagen und Funktion des Romans (esszé) (1959)
- Tangenten: Tagebuch eines Schriftstellers 1940 – 1950 (naplók) (1964)
- Repertorium. Ein Begreifbuch von höheren und niederen (1969, posztumusz)
- Die Wiederkehr der Drachen (esszék) (1970, posztumusz)
- Commentarii 1951 bis 1956: Tagebücher aus dem Nachlaß (naplók) (1976, posztumusz)
- Commentarii 1957 bis 1966: Tagebücher aus dem Nachlaß (diaries) (1986, posztumusz)
- Heimito von Doderer / Albert Paris Gütersloh: Briefwechsel 1928 – 1962 (levelek) (1986, posztumusz)
- Die sibirische Klarheit (korai szövegek oroszországi évekből) (1991, posztumusz)
- Tagebücher 1920 – 1939 (naplók) (1996, posztumusz)
- Gedanken über eine zu schreibende Geschichte der Stadt Wien (esszé) (1996, posztumusz)
- Von Figur zu Figur (levelek Ivar Ivask-hoz) (1996, posztumusz)

### Magyarul
- A Strudlhof-lépcső I-II. (Die Strudlhofstiege) – Jelenkor, Pécs, 1994 · ISBN 9636760136 · Fordította: Tandori Dezső
- A slunji vízesés (Die Wasserfälle von Slunj) – Magvető, Budapest, 2000 · ISBN 963142197X · Fordította: Király Edit

## Díjak és kitüntetések
- 1954 A Német Iparszövetséghez tartozó Német Üzleti Kulturális Bizottság prózai irodalmi díja
- 1957 Osztrák Állami Irodalmi Nagydíj
- 1961 Bécs város irodalmi díja
- 1966 Wilhelm Raabe-díj
- 1966 Bécs város díszgyűrűje

## Fordítás
- Ez a szócikk részben vagy egészben  a   Heimito von Doderer című angol Wikipédia-szócikk fordításán alapul.  Az eredeti cikk szerkesztőit annak laptörténete sorolja fel. Ez a jelzés csupán a megfogalmazás eredetét és a szerzői jogokat jelzi, nem szolgál a cikkben szereplő információk forrásmegjelöléseként.